# اندی ایتکن (بازیکن فوتبال، زاده ۱۸۷۷)
اندی ایتکن (انگلیسی: Andy Aitken; ۲۷ آوریل ۱۸۷۷ – ۱۵ فوریهٔ ۱۹۵۵) بازیکن فوتبال اهل بریتانیا بود.
از باشگاه‌هایی که در آن بازی کرده‌است می‌توان به باشگاه فوتبال کیلمارنوک، باشگاه فوتبال میدلزبرو، باشگاه فوتبال داندی، باشگاه فوتبال لستر سیتی، و باشگاه فوتبال نیوکاسل یونایتد اشاره کرد.
وی همچنین در تیم ملی فوتبال اسکاتلند بازی کرده‌است.